# 阳惠元
阳惠元（？—784年），平州（河北卢龙）人，唐代宗时期河北名将，后转入神策军。

## 生平
阳惠元原在平卢节度使刘正臣部下为将，至德二年（757年），他与田神功、李忠臣等平卢军将领相继从雍奴（今天津武清东北）乘苇筏渡海至青、齐间，收复失地，被称为名将。
安史之乱后期，鱼朝恩统领神策军，将其扩充，并成为唐代宗的禁军。阳惠元部兵马也被编入神策军，任神策京西兵马使，镇守奉天（今陕西乾县）。
唐德宗即位后，开始对淄青李正己、成德李宝臣、魏博田悦、襄邓梁崇义四个藩镇进行削藩，淄青节度使李正己非常害怕，率军万人屯扎曹州（今山东曹县），又派人游说田悦，请他一起对抗朝廷。神策军张巨济、阳惠元等部一万二千人被派到关东防御。德宗在望春楼亲自誓师，感动士卒泪下。
建中二年（781年），成德节度使李宝臣、淄青节度使李正己先后病死，他们的儿子李惟岳、李纳都上表求袭节度使，被朝廷拒绝，便与田悦一同反叛。德宗以马燧总领神策军，征讨田悦。阳惠元领禁兵三千，战御河，夺三桥，立下战功，加封检校工部尚书，摄贝州刺史。建中三年，朱滔、王武俊皆反，连兵救援田悦。六月，朔方节度使李怀光率朔方军步骑兵一万五千人增援马燧，阳惠元部被令以兵马归属李怀光。朔方军至魏州城当天，营垒未设，就与朱滔等大战于惬山，朔方军战败，唐军退驻魏县。田悦、朱滔、王武俊军也到了魏县，与唐军隔河对峙。
建中四年（783年）冬十月，长安发生泾原兵变，唐德宗仓皇出逃到奉天，派使者到河北让诸帅回军勤王，李怀光率阳惠元等部同赴国难，解奉天之围。李怀光自恃功高，屯军咸阳，上表揭露卢杞、赵赞、白志贞等亲信大臣的罪恶，又逼杀德宗心腹宦官翟文秀。德宗不得已，将卢杞等人贬官，又下“罪己诏”，公开承担了导致天下大乱的责任，赦免了李希烈、田悦、王武俊、李纳等叛乱的藩镇，加封李怀光为太尉，并赐铁券，以示信任有加。李怀光更加怀疑，将铁券扔在地上说：“凡人臣反，则赐铁券，今授怀光，是使反也。”于是在次年（784年）二月叛乱，将李建徽、阳惠元等军，移到好畤(在今陕西乾县东)，分兵掳掠泾阳、三原、富平等县。阳惠元脱身奔窜奉天。李怀光怒惠元逃逸，令其将冉宗以百余骑追到好畤县。惠元无奈，父子三人躲在一百姓家的井中，冉宗将他们搜出后杀害。德宗闻讯后，追赠尚书右仆射，惠元之子尚食奉御阳晟，赠殿中监，左卫兵曹参军阳皓赠邠州刺史，以褒奖死于国难。

## 延伸阅读
[在维基数据编辑]
 《舊唐書/卷144》，出自刘昫《舊唐書》
 《新唐書·卷156》，出自《新唐書》